# توثيق الموسيقى

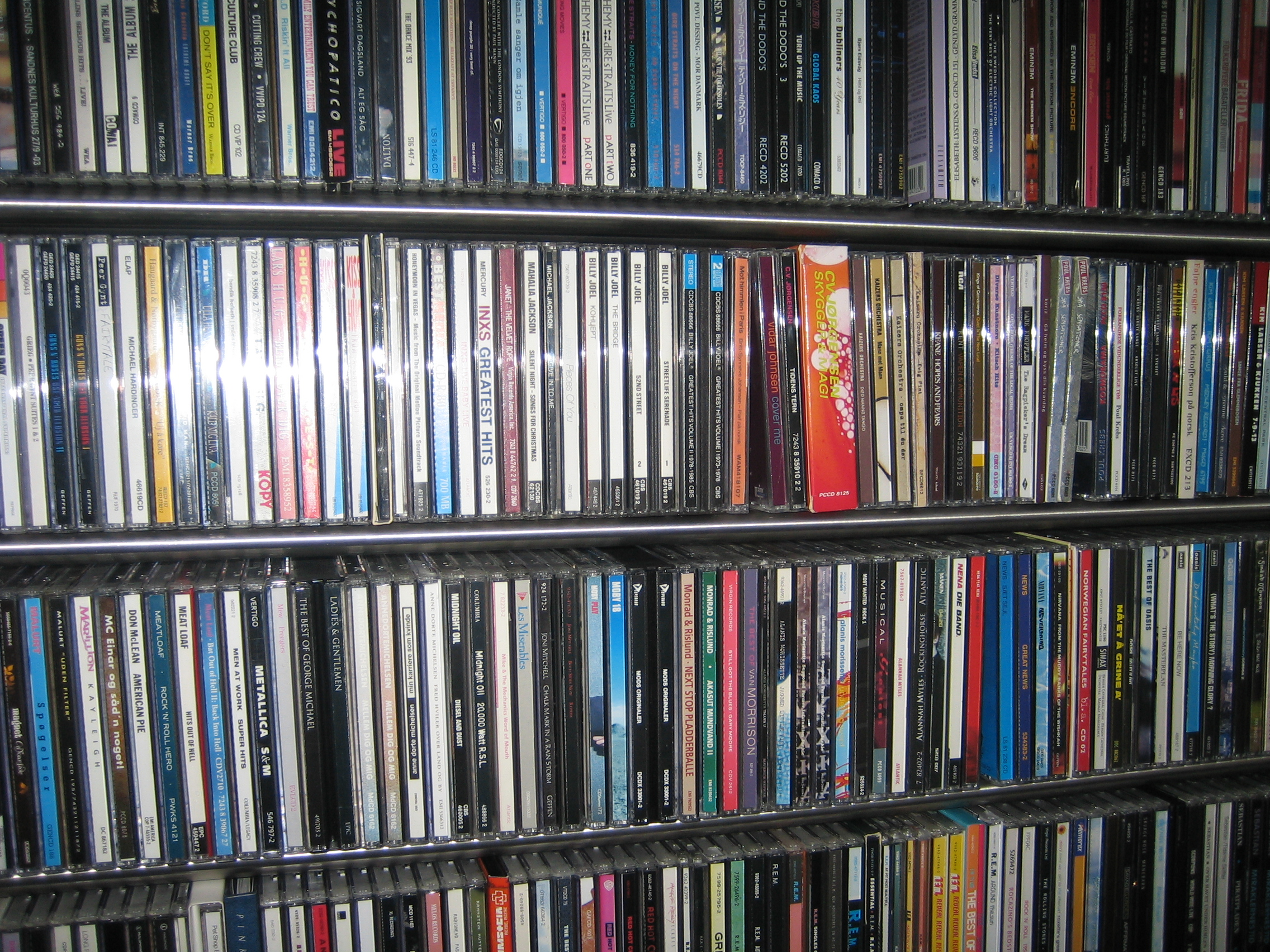

توثيق الموسيقى أو ديسكوغرافيا هي دراسة وفهرسة التسجيلات الصوتية المنشورة، عادة لفنان معين أو ضمن نوع موسيقي محدد. دقة المعلومات تتفاوت حسب النوع والمجال. يذكر في فِهْرِس الأسطوانات عدة معلومات منها: أسماء الفنانين المشاركين، زمان ومكان التسجيل، عناوين القطع الموسيقية المسجلة، تاريخ الإطلاق وحجم المبيعات.
تستعمل الكلمة الإنجليزية نفسها للإشارة إلى فِهْرِس الأسطوانات الخاصة بأعمال فنان أو فرقة موسيقى.

## أمثلة
- ديسكوغرافيا بوست مالون
- ديسكوغرافيا تايلور سويفت
- ديسكوغرافيا ديمي لوفاتو
- ديسكوغرافيا نيرفانا
- ديسكوغرافيا فرانك أوشن
- ديسكوغرافيا عمرو دياب